# Urzulei
Urzulei (sardinski: Orthullè) je grad i općina (comune) u pokrajini Nuoru u regiji Sardiniji, Italija. Nalazi se na nadmorskoj visini od 511 metar i ima 1 231 stanovnika.
 Prostire se na 129,64 km². Gustoća naseljenosti je 10 st/km².
Susjedne općine su: Baunei, Dorgali, Orgosolo, Talana i Triei.